# 伊塔贝拉 (巴西)
伊塔贝拉是巴西圣保罗州的一个市镇。总面积1082.851平方公里，总人口17674人，人口密度16.3人/平方公里。